# Nova Bassano
Nova Bassano è un comune del Brasile nello Stato del Rio Grande do Sul, parte della mesoregione del Nordeste Rio-Grandense e della microregione di Guaporé.

## Storia
La città fu fondata da immigranti italiani, i primi dei quali giunsero attorno al 1890. Tra loro si trovava un padre scalabriniano, Pietro Antonio Colbachini, considerato assieme ai suoi compagni il fondatore della città. Il primo nome della città fu semplicemente "Bassano" in onore dell'odierna Bassano del Grappa (allora Bassano Veneto), da cui proveniva la maggioranza dei migranti. Nel 1939, durante la seconda guerra mondiale, venne rinominata "Silva Pais". Poi, nel 1947, venne chiamata "Nova Bassano", su unanime approvazione dei suoi abitanti, in omaggio ai fondatori.
Fino al 1898 Nova Bassano faceva parte del municipio di Lagoa Vermelha e poi di quello di Nova Araçá. A seguito di numerose riorganizzazioni amministrative la città fu integrata successivamente in vari altri municipi, e divenne infine municipio vero e proprio nel maggio 1964.

## Geografia fisica

### Territorio
Si trova a est del rio Carreiro. I confini del municipio a nord sono Nova Araçá, a est Nova Prata, a sud Nova Prata e Vista Alegre do Prata, ad ovest Serafina Corrêa e Guaporé.

### Clima
Il clima è di tipo temperato umido (Cfa) con una temperatura media pari a 18 °C che fluttua tra 5 e 35 °C. Le precipitazioni medie annuali ammontano a 1650 mm.

## Economia
La città possiede uno dei più elevati indici di sviluppo umano (IDH) dello Stato di RS e della nazione (0,844, valore che la posiziona al 39º posto su 3.527 municipi brasiliani), e una forte economia che si distingue per la sua varietà: industria, agricoltura, allevamento, settore agroalimentare, vinicolo e commercio. In special modo la città vanta una forte presenza di imprese dedite alla metallurgia.

## Educazione e cultura
Nova Bassano dispone di scuole per oltre 1.200 studenti. Il collegio statale Padre Colbachini è il maggiore della città, anzi con una popolazione inferiore a 20.000 abitanti essa dispone anche di diversi istituti d'insegnamento di informatica d'alta qualità riconosciuti in tutto lo Stato. Nova Bassano dispone anche di una Biblioteca Municipale e di una Società educativa e culturale.

## Turismo e attrattive
Una delle principali attrazioni di Nova Bassano è sicuramente la Cascata de Boa Fé, con un sentiero arricchito da diverse piante tipiche della regione, dove si trovano più di cento specie di alberi riconosciuti. I principali punti di interesse comprendono anche:
- il Museo pubblico municipale (MPMNB) con oggetti storici della regione e risalenti alla colonizzazione italiana.
- l'enorme Chiesa Matriz Sagrado Coração de Jesus, ove fu celebrata la prima messa di Natale nell'anno 1895. Si distingue per un campanile laterale alto 30 metri e un orologio costruito nel 1938.
- il parco di Rodeios.
- la cappella e la croce del monte Paréu (ovv. monte Caravágio), la cima più alta della regione.
- la Grotta Nossa Senhora de Lourdes.
- la piazza Padre Cobachini.
- la strada del vino (port.: Rota uva e vinho) nelle montagne della Serra Gaúcha[10]
- il borgo Zanetti con il "balnéario" del Rio Carreiro.

## Società

### Religione
La maggior parte della popolazione aderisce alla Chiesa cattolica romana; il santo patrono della città è il Sacro Cuore di Gesù.

## Eventi e festività
- 23 maggio: anniversario della fondazione (port.: Emancipação) del municipio
- 8 dicembre: Immacolata Concezione
- Giugno: Corpus Christi

## Trasporti e comunicazioni
Nova Bassano è raggiungibile tramite le superstrade RS 324 e BR/RS 470. Gli aeroporti vicini sono quelli di Caxias do Sul (Campo dos Bugres) a 73 km e l'aeroporto di Passo Fundo a 81 km di distanza.

## Politica
Le prime elezioni del municipio ebbero luogo il 10 gennaio 1965. Da questo momento in poi la popolazione locale elesse i seguenti sindaci:
| Mandato   | Sindaco                        | Partito |
| --------- | ------------------------------ | ------- |
| 1965-1968 | Felisberto Antônio Dalla Costa | PMDB    |
| 1969-1972 | Innocente Ângelo Biotto        | PDS     |
| 1973-1976 | Elio Luiz José Boscato         | PMDB    |
| 1977-1982 | Tranquillo Zanetti             | PDS     |
| 1983-1988 | Felisberto Antônio Dalla Costa | PMDB    |
| 1993-1996 | Agenor José Luis Cestonaro     | PDT     |
| 2000-2004 | Nelso Antônio Dall'Agnol       | PMDB    |
| 2005-2008 | Nelson José Dall'Igna          | PP      |
| 2009-2016 | Darcilo Luiz Pauletto          | PMDB    |
| 2017-     | Ivaldo Dalla Costa             | PP      |

## Amministrazione

### Gemellaggi
- Bassano del Grappa

## Bassanesi Famosi
- Don Laurindo Guizzardi: vescovo cattolico, autore del libro Nova Bassano: das origens ao raiar do século XX;
- Padre Pietro Antonio Colbachini: fu il primo padre ad emigrare a Nova Bassano[12] da Bassano del Grappa. Morì il 30 gennaio 1901[13].